# O'Connor
O'Connor je priimek več oseb:
- Denis Stuart Scott O'Connor, britanski general
- John Joseph O'Connor (1920–2000), ameriški kardinal, newyorški nadškof
- Richard Nugent O'Connor, britanski general
- Sinead O'Connor (1966–2023), irska pevka
- Ella Marija Lani Yelich-O'Connor, umetniško ime Lorde, novozelandska pevka